# Lophoteles glabrifrons
Lophoteles glabrifrons är en tvåvingeart som beskrevs av James 1977. Lophoteles glabrifrons ingår i släktet Lophoteles och familjen vapenflugor. Inga underarter finns listade i Catalogue of Life.